# Brenneriroa
Brenneriroa (eller Løiten brænderi) är en tätort och kyrkby i Løtens kommun i Innlandet fylke i östra Norge. Orten ligger vid sidan av riksväg 3 och riksväg 25, mellan städerna Hamar och Elverum. Här finns Løtens kyrka.

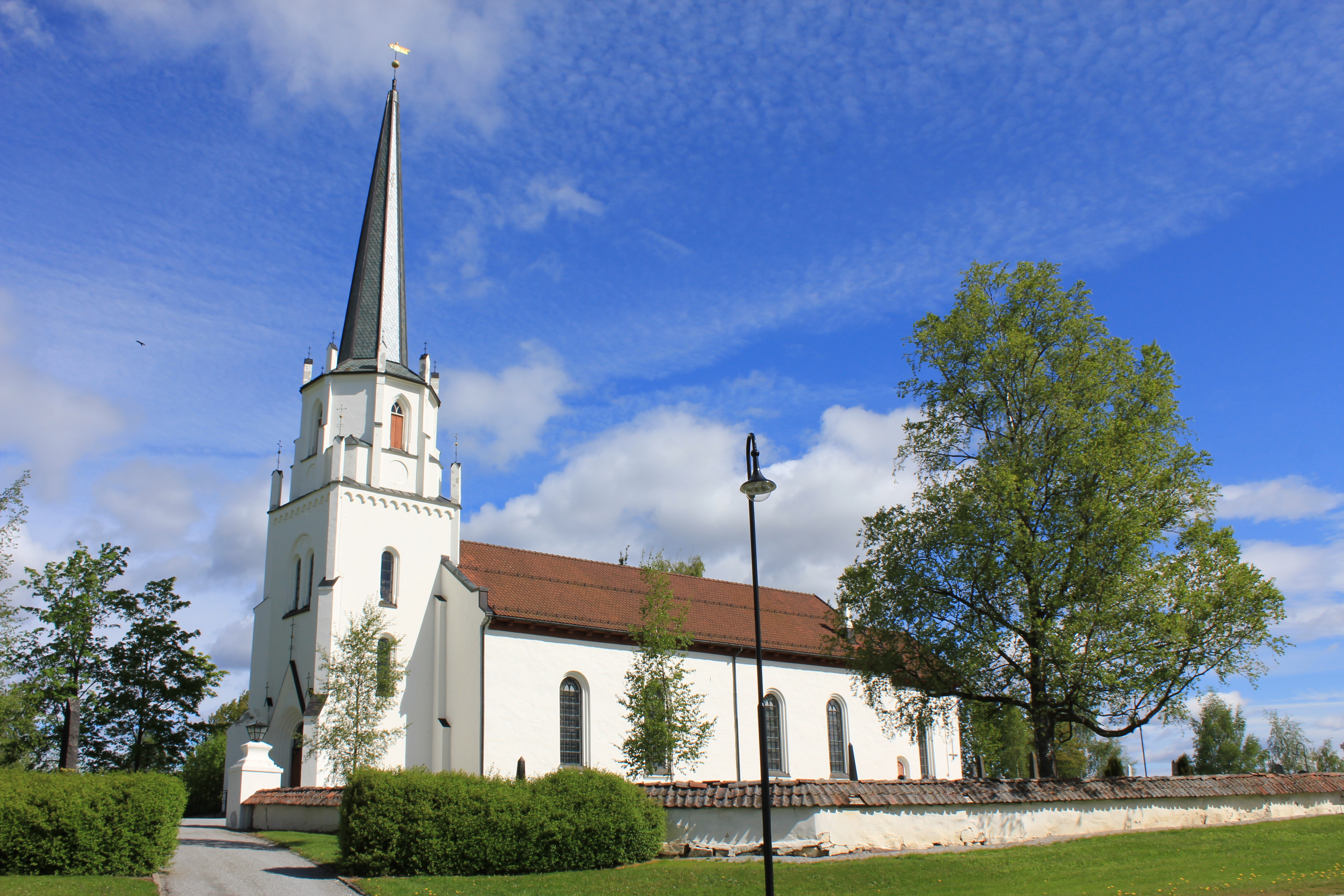
Løtens kyrka.